# Lista de primeiras-damas do estado do Amazonas
Esta é a lista que reúne as primeiras-damas do estado do Amazonas.
O termo é usado pela esposa do governador do Amazonas quando este está exercendo os plenos direitos do cargo. Em uma ocasião especial, o título pode ser aplicado a mulheres que não são esposas, quando o governador é solteiro ou viúvo. Atualmente, não existe ocupação para este título, visto que, o governador Wilson Lima é divorciado.
| Nº                                          | Nome                                        | Imagem                                      | Início do mandato       | Fim do mandato          | Governador(a)                             | Notas e Referências |
| ------------------------------------------- | ------------------------------------------- | ------------------------------------------- | ----------------------- | ----------------------- | ----------------------------------------- | ------------------- |
| Vago; Junta Governativa Amazonense de 1889. | Vago; Junta Governativa Amazonense de 1889. | Vago; Junta Governativa Amazonense de 1889. | 21 de novembro de 1889  | 4 de janeiro de 1890    | Junta Governativa Amazonense de 1889      |                     |
| 1                                           | Amaziles dos Santos                         |                                             | 4 de janeiro de 1890    | 2 de novembro de 1890   | Augusto Ximeno de Villeroy                |                     |
| não encontrado                              | não encontrado                              | não encontrado                              | 2 de novembro de 1890   | 5 de maio de 1891       | Eduardo Gonçalves Ribeiro                 |                     |
| não encontrado                              | não encontrado                              | não encontrado                              | 5 de maio de 1891       | 25 de maio de 1891      | Guilherme José Moreira 1.º Barão de Juruá |                     |
| não encontrado                              | não encontrado                              | não encontrado                              | 25 de maio de 1891      | 30 de junho de 1891     | Antônio Gomes Pimentel                    |                     |
| não encontrado                              | não encontrado                              | não encontrado                              | 30 de junho de 1891     | 1 de setembro de 1891   | Guilherme José Moreira 1.º Barão de Juruá |                     |
| 2                                           | Maria da Glória Rodrigues Ferreira          |                                             | 1 de setembro de 1891   | 27 de fevereiro de 1892 | Gregório Taumaturgo Azevedo               |                     |
| 3                                           | Maria Amalia Machado                        |                                             | 27 de fevereiro de 1892 | 27 de fevereiro de 1892 | José Inácio Borges Machado                |                     |
| não encontrado                              | não encontrado                              | não encontrado                              | 27 de fevereiro de 1892 | 23 de julho de 1896     | Eduardo Gonçalves Ribeiro                 |                     |
| 4                                           | Maria Lucrécia Gomes de Sousa               |                                             | 23 de julho de 1896     | 4 de abril de 1898      | Fileto Pires Ferreira                     |                     |
| 5                                           | Leonarda Antônia Malcher                    |                                             | 4 de abril de 1898      | 23 de julho de 1900     | José Cardoso Ramalho Júnior               |                     |
| 6                                           | Maria Maquiné da Silva                      |                                             | 23 de julho de 1900     | 23 de julho de 1904     | Silvério José Nery                        |                     |
| 7                                           | Sebastiana Nery                             |                                             | 23 de julho de 1904     | 23 de julho de 1908     | Antônio Constantino Nery                  |                     |
| 8                                           | Amélia de Sousa Bittencourt                 |                                             | 23 de julho de 1908     | 1 de janeiro de 1913    | Antônio Clemente Ribeiro Bittencourt      |                     |
| 9                                           | Carolina Pedrosa                            |                                             | 1 de janeiro de 1913    | 1 de janeiro de 1917    | Jônatas de Freitas Pedrosa                |                     |
| 10                                          | Maria Augusta Tosta Bacellar                |                                             | 1 de janeiro de 1917    | 1 de janeiro de 1921    | Pedro de Alcântara Bacellar               | [ 2 ] [ 3 ]         |
| 11                                          | Elisa do Rego Monteiro                      |                                             | 1 de janeiro de 1921    | 30 de outubro de 1924   | César do Rego Monteiro                    |                     |
| não encontrado                              | não encontrado                              | não encontrado                              | 30 de outubro de 1924   | 2 de dezembro de 1924   | Raimundo Rodrigues Barbosa                |                     |
| 12                                          | Maria Luiza Margaretha Shirmer              |                                             | 2 de dezembro de 1924   | 1 de janeiro de 1926    | Alfredo Sá                                |                     |
| 13                                          | Alice Sales                                 |                                             | 1 de janeiro de 1926    | 1 de janeiro de 1930    | Ifigênio Sales                            |                     |
| não encontrado                              | não encontrado                              | não encontrado                              | 1 de janeiro de 1930    | 24 de outubro de 1930   | Dorval Pires Porto                        |                     |
| Vago; Junta Governativa Amazonense de 1930. | Vago; Junta Governativa Amazonense de 1930. | Vago; Junta Governativa Amazonense de 1930. | 24 de outubro de 1930   | 1 de novembro de 1930   | Junta Governativa Amazonense de 1930      |                     |
| 14                                          | Elsa de Araújo Machado                      |                                             | 1 de novembro de 1930   | 20 de novembro de 1930  | Floriano da Silva Machado                 |                     |
| 15                                          | Amasiles Maia                               |                                             | 20 de novembro de 1930  | 10 de outubro de 1933   | Álvaro Maia                               |                     |
| 16                                          | Odete Guimarães Santos Mello                |                                             | 10 de outubro de 1933   | 19 de fevereiro de 1935 | Nélson de Melo                            |                     |
| 17                                          | Amasiles Maia                               |                                             | 19 de fevereiro de 1935 | 7 de novembro de 1945   | Álvaro Maia                               |                     |
| 18                                          | Cléa Estanislau Afonso                      |                                             | 7 de novembro de 1945   | 16 de fevereiro de 1946 | Emiliano Estanislau Afonso                |                     |
| 19                                          | Magnólia Malcher Ramalho                    |                                             | 16 de fevereiro de 1946 | 18 de maio de 1946      | Júlio José da Silva Nery                  |                     |
| 20                                          | Isabel Augusta Neves de Araujo              |                                             | 18 de maio de 1946      | 31 de agosto de 1946    | Raimundo Nicolau da Silva                 |                     |
| 21                                          | Alice Albuquerque da Mata                   |                                             | 31 de agosto de 1946    | 13 de setembro de 1946  | João Nogueira da Mata                     |                     |
| 22                                          | Sirlei Sarmento                             |                                             | 13 de setembro de 1946  | 1 de março de 1947      | Siseno Sarmento                           |                     |
| 23                                          | Alice Albuquerque da Mata                   |                                             | 1 de março de 1947      | 8 de maio de 1947       | João Nogueira da Mata                     |                     |
| 24                                          | Cariné Maciel Jacob                         |                                             | 8 de maio de 1947       | 31 de janeiro de 1951   | Leopoldo Neves                            |                     |
| 25                                          | Amasiles Maia                               |                                             | 31 de janeiro de 1951   | 25 de março de 1955     | Álvaro Maia                               |                     |
| 26                                          | Nazaré Coelho                               |                                             | 25 de março de 1955     | 25 de março de 1959     | Plínio Coelho                             |                     |
| 27                                          | Maria Emília Mestrinho                      |                                             | 25 de março de 1959     | 25 de março de 1963     | Gilberto Mestrinho                        | [ 4 ]               |
| 28                                          | Nazaré Coelho                               |                                             | 25 de março de 1963     | 29 de junho de 1964     | Plínio Coelho                             |                     |
| 29                                          | Graziela da Silva Reis                      |                                             | 29 de junho de 1964     | 31 de janeiro de 1967   | Artur César Ferreira Reis                 | [ 5 ]               |
| 30                                          | Violeta Areosa                              |                                             | 31 de janeiro de 1967   | 15 de março de 1971     | Danilo Areosa                             | [ 6 ]               |
| não encontrado                              | não encontrado                              | não encontrado                              | 15 de março de 1971     | 15 de março de 1975     | João Walter de Andrade                    |                     |
| 31                                          | Laura Rubim Reis                            |                                             | 15 de março de 1975     | 15 de março de 1979     | Enoque Reis                               |                     |
| 32                                          | Amine Lindoso                               |                                             | 15 de março de 1979     | 15 de maio de 1982      | José Lindoso                              | [ 7 ]               |
| 33                                          | Maria de Sousa Marinho Nery                 |                                             | 15 de maio de 1982      | 15 de março de 1983     | Paulo Nery                                |                     |
| 34                                          | Maria Emília Mestrinho                      |                                             | 15 de março de 1983     | 15 de março de 1987     | Gilberto Mestrinho                        | [ 4 ]               |
| 35                                          | Tarcila Negreiros Mendes                    |                                             | 15 de março de 1987     | 2 de abril de 1990      | Amazonino Mendes                          | [ 8 ]               |
| 36                                          | Magnólia Frota                              |                                             | 2 de abril de 1990      | 15 de março de 1991     | Vivaldo Frota                             |                     |
| 37                                          | Maria Emília Mestrinho                      |                                             | 15 de março de 1991     | 1 de janeiro de 1995    | Gilberto Mestrinho                        | [ 4 ]               |
| 38                                          | Tarcila Negreiros Mendes                    |                                             | 1 de janeiro de 1995    | 1 de janeiro de 2003    | Amazonino Mendes                          | [ 8 ]               |
| 39                                          | Sandra Braga                                |                                             | 1 de janeiro de 2003    | 31 de março de 2010     | Eduardo Braga                             | [ 9 ]               |
| 40                                          | Nejmi Aziz                                  |                                             | 31 de março de 2010     | 4 de abril de 2014      | Omar Aziz                                 | [ 10 ] [ 11 ]       |
| 41                                          | Edilene Gomes Oliveira                      |                                             | 4 de abril de 2014      | 9 de maio de 2017       | José Melo                                 | [ 12 ] [ 13 ]       |
| 42                                          | Lúcia Almeida                               |                                             | 9 de maio de 2017       | 4 de outubro de 2017    | David Almeida                             | [ 14 ]              |
| Vago; o governador era viúvo.               | Vago; o governador era viúvo.               | Vago; o governador era viúvo.               | 4 de outubro de 2017    | 1 de janeiro de 2019    | Amazonino Mendes                          |                     |
| 43                                          | Taiana Lima                                 |                                             | 1 de janeiro de 2019    | 31 de julho de 2024     | Wilson Lima                               | [ 15 ]              |
| Vago; o governador é divorciado.            | Vago; o governador é divorciado.            | Vago; o governador é divorciado.            | 31 de julho de 2024     | até a atualidade        | Wilson Lima                               | [ 1 ]               |